# Bengta Bischoff

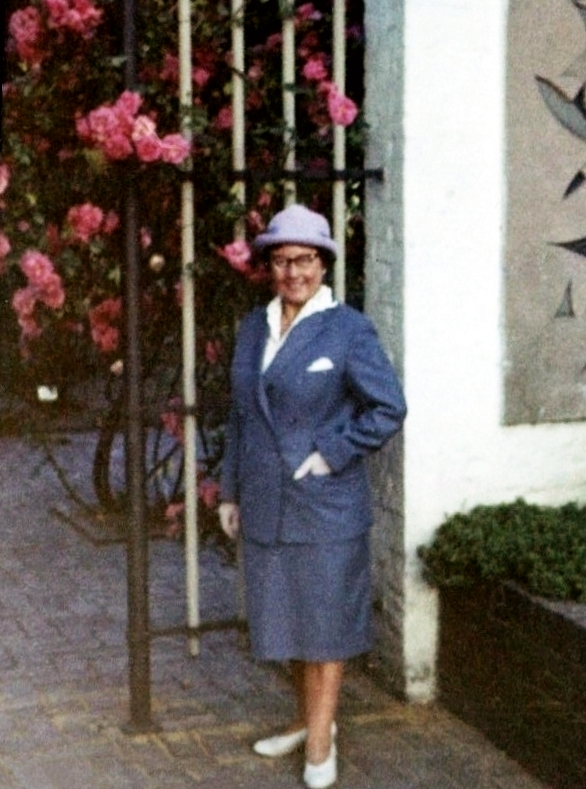
Bengta Bischoff 1965

Bengta Bischoff (* 4. April 1909 in Hamburg; † 3. April 1987 in Kaltenkirchen, Kreis Segeberg) war eine Hausfrau (Hamburger Kapitänswitwe) und Laienerzählerin, die als Romanautorin bekannt wurde.

## Leben und Werk
Bischoffs Debütroman 6 Richtige wurde von Kritikern sehr gelobt, was sie zum Verfassen weiterer Schriften animierte. Näheres über ihre Person blieb unbekannt, fest steht nur, dass sie nicht unter Pseudonym veröffentlichte und in einer Sozialwohnung nahe der Herbertstraße  in St. Pauli wohnte.

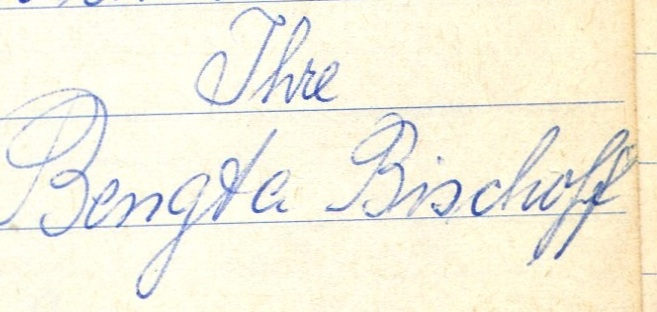
Signatur Bengta Bischoff

6 Richtige wurde von Peter Rühmkorf entdeckt, der Roman wurde 1966 als Handschrift von Rowohlt veröffentlicht. Die große Wunscherfüllung eines Lottohauptgewinnes ist sein Thema, und ihre Verbindung von Hausfrauenträumen mit authentischer Milieuschilderung mit starken Zügen mündlicher Überlieferung ergab eine besondere Mischung. Der Erfolg ermutigte sie zu ihrem zweiten Roman in gleicher Art, Das gelbe Haus am Pinnasberg oder Die 36 Eros-Brüder von St. Pauli, über einen Männerpuff (das „gelbe Haus“), damals außerhalb der Pornographie ein unerhörtes Thema, der auch verfilmt wurde. In der Verfilmung aus dem Jahr 1970 von Alfred Vohrer wirkt Bengta Bischoff als Erzählerin selbst mit. Nach ihrem dritten Roman verstummte sie literarisch.

## Publikationen
- 6 Richtige. Rowohlt, Reinbek 1963.
- Das gelbe Haus am Pinnasberg oder Die 36 Eros-Brüder von St. Pauli. Erstausgabe Konkret-Verlag, Hamburg 1970; 3. Auflage, Luebbe Verlagsgruppe, Bergisch Gladbach 1986, ISBN 3-404-10488-9.
  - (Verfilmung) Das gelbe Haus am Pinnasberg.
- Das verliebte Lenchen. Roman. Lübbe Verlagsgruppe, Bergisch Gladbach 1986, ISBN 3-404-10501-X.